# Eurotech
Eurotech è una società dedicata alla ricerca, sviluppo e produzione di computer miniaturizzati (NanoPC) e di computer ad elevate prestazioni (HPC).
La società è quotata negli indici FTSE Italia Small Cap e FTSE Italia STAR della Borsa Italiana.

## Storia
1992
Eurotech S.r.l. viene fondata sull'idea di miniaturizzare il PC per utilizzarlo in nuovi ambiti applicativi ancora inesplorati.
1995
Eurotech è la prima società al mondo a lanciare sul mercato un modulo PC/104 basato sul processore Intel 486DX a 32 bit.
1997
Inizia la strategia di internazionalizzazione di Eurotech attraverso collaborazioni con distributori europei. La sede di Eurotech viene spostata ad Amaro (Udine) e la società si trasforma in Società per Azioni. (S.p.A.).
1998
Prosegue la strategia di internazionalizzazione di Eurotech attraverso accordi di distribuzione in America, Asia e Australia. Al fine di incrementare la sua conoscenza nella miniaturizzazione e nell'integrazione dei circuiti elettronici, Eurotech fonda Neuricam S.p.A., uno spin-off dell'Istituto per la Ricerca Scientifica e Tecnologica di Trento (IRST).
1999
Con lo studio e l'implementazione della terza generazione di supercomputer APE (Array Processor Experiment) chiamati APEmille, inizia l'attività di cooperazione della business unit HPC con l'Istituto Nazionale di Fisica Nucleare (INFN).
2000
Viene creata la filiale commerciale negli Stati Uniti; vengono inoltre introdotti sul mercato degli HPC dei cluster basati su sistemi compactPCI.
2001
Per supportare un'ulteriore crescita, nell'azionariato di Eurotech entrano il fondo di private equity First Gen-e (di Meliorbanca Spa) e Friulia, finanziaria di sviluppo della regione Friuli-Venezia Giulia, che sottoscrivono un aumento di capitale di 3,7 milioni di euro.
2002
Eurotech acquisisce la IPS Sistemi Programmabili S.r.l. di Varese.
2003
Viene completata l'acquisizione della Parvus Corporation di Salt Lake City (USA).
2004
Il Gruppo continua la sua internazionalizzazione attraverso l'acquisizione della società francese Erim Développement S.a.s e della società finlandese Vikerkaar Oy, poi divenute rispettivamente Eurotech France ed Eurotech Finland.
2005
Eurotech presenta ufficialmente a Roma il supercomputer apeNEXT, realizzato in collaborazione con l'INFN. Viene attivato un centro di ricerca sul pervasive computing presso la NJUT “Nanjing University of Technology” in Cina. Nasce il Comitato Scientifico, dedicato allo studio e all'individuazione dell'evoluzione degli scenari tecnologici futuri.
Al fine di finanziare la sua crescita internazionale, il 30 novembre Eurotech si quota nel segmento Star (Segmento titoli con alti requisiti) della Borsa Valori di Milano (Borsa Italiana), raccogliendo 25,3 milioni di euro.
2006
Eurotech acquisisce Arcom Control Systems Ltd con sede in Inghilterra (Cambridge) ed Arcom Control Systems Inc. con sede negli USA (Kansas City). Viene inoltre creato ETH Lab, centro di ricerca del Gruppo situato nell'area trentina.
Il Consiglio di Amministrazione di Eurotech delibera un aumento di capitale mediante l'emissione di azioni ordinarie per un valore complessivo di 109,2 milioni di euro.
Viene presentato alla Soldier Technologies Conference 2006 di Londra il primo prototipo di computer indossabile Zypad, che ottiene il premio per il prodotto più innovativo presentato.
Eurotech sigla un accordo di partenariato con Finmeccanica SpA.
2007
A gennaio Eurotech completa l'acquisizione di Applied Data Systems (ADS), una società americana che controlla il 65% di Vantron, società cinese dedicata alla Ricerca e Sviluppo nel settore dei nanoPC.
Arcom Control Systems Ltd diventa Eurotech Ltd.
Eurotech acquisisce il 65% delle azioni del Gruppo giapponese Advanet.
Eurotech investe nei mini e micro UAV (Unmanned Aerial Vehicles) acquistando il 21% del capitale sociale di U.T.R.I. S.p.A.. Eurotech rafforza così la propria presenza nell'emergente mercato dei veicoli autonomi.
2008
Viene presentato Janus, la nuova generazione di supercomputer nata da una collaborazione italo-spagnola che coinvolge numerose Università e Centri di Ricerca.
Eurotech annuncia la conclusione della fusione delle società americane Arcom Control Systems Inc e Applied Data Systems in Eurotech Inc, che diventa così la principale società americana del Gruppo.
Finmeccanica completa l'acquisizione dell'11,1% dell'azionariato di Eurotech.
Eurotech e Intel iniziano una collaborazione per lo sviluppo di sistemi HPC. L'accordo pluriennale di collaborazione tecnologica prevede che le due società lavorino insieme per sviluppare sistemi HPC (High Performance Computing) basati sui processori Intel e destinati a rispondere alle esigenze di calcolo in ambito medicale, industriale e scientifico.
In occasione della cerimonia per i Business Connections Award dell'Embedded Communications Alliance (ECA) di Intel, Eurotech riceve il Premio di Eccellenza 2008 per la migliore “Crescita nel co-selling del processore Intel Atom”.
2009
Eurotech riceve il Platinum Award 2008 da VDC Research Group nella categoria Embedded Board Vendor.
Eurotech diventa membro di PROSPECT e.V. (PROmotion of Supercomputing and PEtaComputing Technologies), uno dei consorzi leader in Europa per lo sviluppo e l'utilizzo dei supercomputer di prossima generazione, presieduto da tre istituti: lo Jülich Supercomputing Centre, il Barcelona Supercomputing Centre e il Leibniz-Rechenzentrum Garching.
All'International Supercomputer Conference (ISC) 2009 di Amburgo Eurotech presenta Aurora, un sistema HPC con raffreddamento a liquido per installazioni di qualsiasi dimensione, in grado di ridurre i costi complessivi di gestione del sistema e di garantire un risparmio energetico fino al 60%.
2010
Eurotech annuncia l'introduzione di Aurora Au-5600, il supercomputer “green” raffreddato a liquido basato sul processore Intel Xeon 5600.
Eurotech e la Collaborazione AuroraScience annunciano il loro programma congiunto per l'installazione di un sistema Aurora AU-5600 nel costituendo Laboratorio Interdisciplinare di Scienza Computazionale (LISC) di Trento. AuroraScience è un progetto di ricerca finanziato dalla Provincia Autonoma di Trento (PAT) e dall'INFN in cui numerosi partner scientifici affrontano la sfida della definizione della nuova generazione di supercalcolatori per applicazioni scientifiche e tecnologiche. Grazie al sistema di raffreddamento liquido, l'installazione risulta anche una delle più “green”: il calore prodotto dal calcolatore viene riutilizzato per riscaldare il centro di elaborazione dati, riducendone drasticamente i costi operativi e l'impatto ecologico.
La soluzione Eurotech Everyware™ Device Cloud vince il premio “Best Electronic Design 2010” nella categoria Embedded – Cloud Computing, come riportato nel numero di Electronic Design del 9 dicembre.
2011
Eurotech acquista le quote rimanenti di Advanet Inc, pari al 10% del capitale sociale, e ottiene così il 100% della propria controllata giapponese.
Si consolida l'acquisizione di Dynatem Inc, con sede a Mission Viejo in California. La società opera dal 1981 nel mercato dei computer embedded e in particolare nel segmento delle schede VME, VPX e CPCI.
Connected World Magazine inserisce Eurotech all'interno della lista CW 100 per la leadership nella Tecnologia M2M e nei Dispositivi Interconnessi. La lista CW 100 rappresenta le migliori aziende che stanno trainando il mercato e che sono determinanti nell'introduzione di nuove tecnologie per la connettività. Questo elenco fornisce una guida delle aziende che fanno la differenza nell'interconnessione dei dispositivi e nelle tecnologie M2M, scelte dagli editori della rivista Connected World.
Eurotech e IBM donano il protocollo Message Queuing Telemetry Transport (MQTT) alla comunità Open Source Eclipse Foundation, con l'intento dichiarato di creare un nuovo standard per la connettività nell'Internet delle Cose. Il software in oggetto, inizialmente sviluppato da IBM e Eurotech, viene oggi utilizzato per varie applicazioni mobili.
I principali fornitori europei di tecnologie HPC quali Allinea, ARM, Bull, Caps Entreprise, Eurotech, ParTec, ST Microelectronics e Xyratex, associati ai centri di ricerca BSC, CEA, Cineca, Fraunhofer, Forschungszentrum Juelich e LRZ uniscono le forze per creare una Piattaforma Tecnologica Europea (PTE) il cui obiettivo è di coordinare tutte le forze europee impegnate nel settore HPC proponendo un piano di ricerca ambizioso alla Commissione Europea.
2012
Eurotech sviluppa il supercomputer accelerato con GPU con la più alta densità nel settore HPC che dispone di 256 NVIDIA Tesla K20 GPUs (graphic processing units). Il nuovo sistema sarà in grado di offrire una performance di più di 500 Teraflops per armadio con un'efficienza energetica superiore ai 3 GFlops per watt, raggiungendo un risultato unico ed ineguagliato per performance ed efficienza energetica.
La controllata giapponese Advanet riceve una lettera di apprezzamento dagli istituti di ricerca RIKEN e JASRI (Japan Synchrotron Radiation Research Institute) per il contributo alla realizzazione dell'impianto laser a raggi X ad elettroni liberi (XFEL: X-Ray Free Electron Laser) denominato “SACLA” (acronimo per SPring-8 Angstrom Compact free electron Laser), diventato operativo nel corso del 2012. Advanet, ha contribuito per 15 anni allo sviluppo del sistema di controllo dell'acceleratore dello “SPring-8”, il più grande sincrotrone di terza generazione al mondo, attraverso la fornitura di schede analogiche ad alta velocità e schede di elaborazione dati.
2013
Il programma Computerworld Honors che ogni anno premia le applicazioni più innovative in ambito IT che promuovono il progresso sociale, economico e del settore dell'istruzione, che fa capo alla International Data Group (IDG), ha conferito un premio per il 2013 all'applicazione M2M sviluppata da Eurotech e SENSUSS che rileva eventuali traumi al capo potenzialmente pericolosi per gli atleti durante l'attività sportiva.
Eurotech entra al primo e al secondo posto della Green500, la classifica dei supercomputer più energicamente efficienti al mondo con le installazioni di Eurora al CINECA ed Aurora Tigon presso Selex ES, l'azienda del gruppo Finmeccanica specializzata in sicurezza informatica. Eurora, il supercomputer del CINECA, si è classificato al primo posto con 3210 MFlop/s per Watt, mentre il sistema Aurora Tigon di Selex ES si è classificato al 2° con un valore di 3180 MFlop/s per Watt.
Eurotech comunica di aver firmato con Curtiss-Wright Controls, Inc. – divisione di Curtiss-Wright Corporation – un accordo per la vendita dell'intero capitale sociale di Parvus Corporation, controllata americana al 100% del Gruppo Eurotech, specializzata in computer embedded e sottosistemi COTS per il mercato della Difesa negli USA.
2014
Eurotech presenta il sistema di monitoraggio ambientale ReliaSENS 18-12 è una centralina di monitoraggio ambientale connessa al cloud e dotata di sensori ad alta precisione per la misurazione dell’inquinamento dell’aria, con accesso ai dati in tempo reale. Eurotech presenta HiVe, la nuova soluzione di calcolo ad alte prestazioni. Si tratta di una nuova linea di sistemi di calcolo ad alte prestazioni (HPC), basata sull’innovativa architettura di supercalcolo “Brick”, che punta ad “alzare l’asticella” in termini di accelerazione, ottimizzazione e flessibilità. Questo risultato è stato ottenuto grazie ad un alto grado di modularità unito al raffreddamento a liquido di tutti i componenti.
2015
Eurotech consolida la sua rete di partnership nell'ecosistema M2M (Machine-to-Machine) e IoT (Internet of Things) per fornire ai clienti una soluzione IoT/M2M completa, dai sensori, passando per i gateway intelligenti, fino alla piattaforma EC (Everyware Cloud) di Eurotech e ad applicazioni altamente flessibili per qualsiasi settore.
2016
Red Hat ed Eurotech annunciano un nuovo progetto open source all’interno di Eclipse Foundation per la gestione di dispositivi IoT, coprendo l’intero ciclo di vita dalla connettività alla gestione delle applicazioni e delle loro configurazioni. Il progetto co-sponsorizzato Eclipse Kapua complementa l’attuale progetto Eclipse Kura per offrire agli sviluppatori IoT e agli utenti finali una piattaforma open source per lo sviluppo di soluzioni end-to-end IoT aiutandoli ad evitare costose applicazioni proprietarie grazie all’adozione di componenti sviluppati nella comunità. Nel mese di ottobre viene rilasciato il primo codice sorgente aperto per Eclipse Kapua, una piattaforma modulare che fornisce i servizi necessari per gestire gateway IoT e dispositivi intelligenti.
2017
L'azienda compie 25 anni. La tecnologia di Eurotech con il supercalcolatore raffreddato a liquido caldo “Aurora Hive”, entra nel settore automotive della guida autonoma. Eurotech adotta la tecnologia VMWARE a bordo dei propri sistemi IoT, permettendo così una migliore assegnazione delle risorse di calcolo per un ambiente più efficiente e deterministico nell’ambito delle applicazioni industriali di elevate prestazioni. Inizia così la collaborazione fra le due società che collaboreranno anche per integrare lo stato dell’arte nell’ambito del monitoraggio e la gestione di nodi vicino al campo.
2018
Eurotech espande la propria gamma di computer embedded ad alte prestazioni (HPEC) con i DynaCOR, che permettono applicazioni di intelligenza artificiale e deep learning sul campo. Eurotech continua a rafforzare la sua strategia open source facendo squadra con Cloudera e Red Hat per fornire un’architettura multi-cloud aperta e modulare, con funzionalità di sicurezza native per abilitare progetti end-to-end scalabili e sicuri di device management e analitiche dall’edge al cloud. L’architettura è stata costruita sulle fondamenta degli innovativi progetti open source lanciati e sostenuti dalle tre aziende all’interno delle fondazioni Eclipse e Apache. Creando un ponte tra OT e IT, questa architettura open source può aiutare ad affrontare gli aspetti critici della gestione di una infrastruttura IoT.
Eurotech integra la propria strategia di ecosistema diventando membro della ITxPT, l’Associazione di Information Technology per il Trasporto Pubblico, la cui missione è di implementare uno standard Europeo operativo per sistemi e componenti IT pensati per il trasporto pubblico che siano plug-and-play.
2019
Eurotech annuncia di essere stata annoverata da Quadrant Knowledge Solutions tra i leader di mercato dell’Industrial Internet of Things (IIoT) con la sua piattaforma Edge-to-Cloud Everyware IoT in virtù della sua gamma trasversale di soluzioni IIoT, del suo approccio orientato all’OT (Operational Technology) e della profonda conoscenza del settore industriale.
Dynatem viene riorientata per specializzarsi nella progettazione e costruzione di schede e sistemi rugged basati su COTS per l'utilizzo in applicazioni nel settore della difesa e aerospaziale. In qualità di fornitore qualificato di sistemi e servizi di ingegneria per il mercato della Difesa e dell'Aerospaziale, Dynatem opererà come business unit indipendente all'interno di Eurotech Inc..
Frost&Sullivan premia Eurotech con il “2019 European Competitive Strategy Innovation and Leadership Award” in virtù dei risultati dell’analisi del mercato europeo delle soluzioni Internet of Things (IoT) in ambito ferroviario. Eurotech è nominata da PAC RADAR (teknowlogy Group) come fornitore “Best in Class” nella categoria “Piattaforme IoT basate su open source”. Gli analisti hanno apprezzato tanto forte impegno di Eurotech ad adottare soluzioni IoT basate su open source quanto le numerose recensioni positive dei clienti in Europa.
2020
Frost & Sullivan conferisce a Eurotech il premio Global Growth, Innovation and Leadership 2019 la Piattaforma di Integrazione, IoT Everyware Cloud (EC), di Eurotech.
Eurotech annuncia la sua partecipazione all’IBM Edge Ecosystem. La nuova rete di soluzioni di IBM, basate su tecnologie Red Hat, fornisce una piattaforma aperta per unire un ecosistema globale di partner che collaborano allo sviluppo di applicativi per edge computing.
Eurotech risulta essere fra i leader dell’Industrial IoT nell’analisi SPARK Matrix™ 2020 condotto da Quadrant knowledge Solutions.
Eurotech entra a far parte dell’NVIDIA Partner Network come Preferred OEM Partner che permetterà di integrare le soluzioni GPU di NVIDIA sui High Performance Edge Computer (HPEC) e sulle linee di prodotti embedded, garantendo così elevatissime capacità e potenza di calcolo all'utente finale.
Eurotech entra a far parte del Progetto Cassini di Arm con i suoi componenti hardware e software e la sua esperienza decennale nell’edge computing, portando i benefici di tecnologie completamente testate e certificate all’edge.

## Consiglio d'Amministrazione
- Amministratore Delegato: Massimo Milan[1]
- Presidente: Luca di Giacomo
- Vicepresidente: Aldo Fumagalli
- Consiglieri indipendenti: Simona Elena Pesce, Michela Costa, Tiziana Olivieri
- Consiglieri: Davide Albino Carando[2]

## Azionisti
- Emera S.r.l. - 20,04%
- Leonardo S.p.A - 11%

Dati Consob, 16 aprile 2020

## Sedi
Il Gruppo Eurotech è composto dalle seguenti unità operative principali:
Eurotech S.p.A. è la capogruppo, situata ad Amaro (Udine). Opera nel settore dei NanoPC con un focus prevalente sul mercato italiano e nel mercato degli High Performance Computer a livello mondiale. Da un punto di vista organizzativo svolge il ruolo di holding di coordinamento a livello Corporate.
- EthLab S.r.l. con sede a Trento, si occupa dal 2005 di ricerca e sviluppo per conto del Gruppo.
- Eurotech France S.A.S. ha sede a Lione (Francia). Opera nel mercato francese con particolare attenzione al mercato IoT.
- Eurotech Ltd. è situata a Cambridge (Inghilterra) ed opera nel Regno Unito.
- Eurotech Inc. è situata in Columbia, Maryland (USA). Opera nel mercato americano nel campo dei NanoPC focalizzandosi nei settori industriale, medicale e trasporti.
- Advanet Inc. è situata ad Okayama (Giappone). Opera nel mercato giapponese focalizzandosi nei settori industriale, medicale e trasporti.
- InoNet GmbH è situata a Monaco di Baviera (Germania). Opera nel mercato degli industrial PC e dei sistemi per edge AI.

## Attività di Ricerca con le Università
Il Gruppo Eurotech pone al centro della sua attività lo studio e lo sviluppo di tecnologie di frontiera, impegnando oltre il 30% degli addetti in programmi di R&S. Da sempre il Gruppo opera in stretto contatto con le Università di Milano, Trento, Trieste e Udine, con l'IRST (Istituto per la Ricerca Scientifica e Tecnologica del Trentino), con la SISSA (Scuola Internazionale di Studi Superiori Avanzati di Trieste) e con l'INFN (Istituto Nazionale di Fisica Nucleare).
Eurotech ha lavorato su molti progetti, principalmente indirizzati verso tre aree: i supercomputer di nuova generazione, i computer indossabili e il Grid Computing.

## Mercati e Prodotti
L'offerta di NanoPC del Gruppo Eurotech è articolata su linee di prodotti e soluzioni dedicate a specifici segmenti di mercato: 
- Industriale
- Trasporti
- Energia
- Medicale
- Telecomunicazioni

## Principali Partecipazioni
- Eurotech Inc. - 100%
- Eurotech Ltd. - 100%
- Eurotech France Sas - 100%
- Advanet Inc. - 100%
- InoNet GmbH - 100%

## Dati societari
- Ragione sociale: Eurotech S.p.A.
- Sede societaria: Via Fratelli Solari, 3/A - Amaro (Udine)
- Capitale sociale: 8.878.946 euro
- Codice fiscale e numero di iscrizione al Registro delle Imprese di Udine: 01791330309